# 한단현
한단현(한국어: 감단현, 중국어: 邯郸县, 병음: Hándān Xiàn)은 중화인민공화국 한단 시의 행정구역이다. 넓이는 522km2이고, 인구는 2007년 기준으로 390,000명이다.

## 행정 구역
4개 진, 4개 향을 관할한다.
- 진: 館陶鎮, 魏僧寨鎮, 房寨鎮, 柴堡鎮.
- 향: 南徐村鄉, 路橋鄉, 王橋鄉, 壽山寺鄉.